# Vavrečka
Vavrečka este o comună slovacă, aflată în districtul Námestovo din regiunea Žilina. Localitatea se află la altitudinea de 645 m deasupra n.m., se întinde pe o suprafață de 8,96 km2 și în 2017 număra 1.503 locuitori.

## Istoric
Localitatea Vavrečka este atestată documentar din 1600.

## Demografie
| An:                | 1994 | 2004    | 2014    | 2024    |
| ------------------ | ---- | ------- | ------- | ------- |
| Număr de persoane: | 1061 | 1290    | 1434    | 1707    |
| Diferență:         |      | +21,58% | +11,16% | +19,03% |

| An:                | 2023 | 2024   |
| ------------------ | ---- | ------ |
| Număr de persoane: | 1696 | 1707   |
| Diferență:         |      | +0,64% |